# Taylor Stevens
Taylor Stevens (New York, 1972) è una scrittrice statunitense specializzata in narrativa poliziesca.

## Biografia
Nata nel 1972 a New York, è stata cresciuta all'interno della setta dei Bambini di Dio, vivendo nel nomadismo di paese in paese, senza ricevere un'istruzione fino all'età di vent'anni quando è riuscita a liberarsi dal culto.
Ha esordito nella narrativa gialla nel 2011 con il romanzo L'informazionista, primo capitolo delle avventure di Vanessa Michael Munroe tradotto in più di venti lingue e opzionato dalla Lightstorm Entertainment per una futura trasposizione cinematografica.
Molto apprezzata dal pubblico e dalla critica, ha ottenuto tre premi Barry: nel 2012, nel 2014 e nel 2016.

## Opere principali

### Serie Vanessa Michael Munroe
- L'informazionista (The Informationist), Milano, Rizzoli, 2011 traduzione di Adria Tissoni ISBN 978-88-17-05101-9.
- The Innocent (2011)
- The Doll (2013)
- The Vessel (2014)
- The Catch (2014)
- The Mask (2015)

### Serie Jack & Jill
- Liars’ Paradox (2018)

## Premi e riconoscimenti
- Premio Barry per il miglior romanzo d'esordio: 2012 per L'informazionista
- Premio Barry per il miglior thriller: 2014 per The Doll e 2016 per The Mask